# Thumeritzer Sasswald
Thumeritzer Sasswald ist eine Katastralgemeinde der Gemeinde Geras im Bezirk Horn in Niederösterreich.

## Geografie
Die Katastralgemeinde erstreckt sich von Geras nach Südwesten und umfasst das gesamte Waldgebiet südlich des Thumeritzbaches bis nach Wenjapons und nach Trabenreith, das in Obere Sass, Mittlere Sass und Untere Sass unterteilt ist.
Höchste Erhebung ist der Steinberg mit ca. 550 m ü. A..

## Geschichte
Im Adressbuch von Österreich war im Jahr 1938 in der Katastralgemeinde ein Marmorsteinbruch verzeichnet, der von Sommer & Weniger genutzt wurde.

## Verbauung
Auf dem Gebiet der Katastralgemeinde liegt das Jagdhaus Ernestreith.